# Élections générales anglaises de 1685
Les élections générales anglaises de 1685 se sont déroulées en Angleterre en 1685. Ces élections sont remportées par le parti tory.